# Margaretha von Österreich (1567–1633)

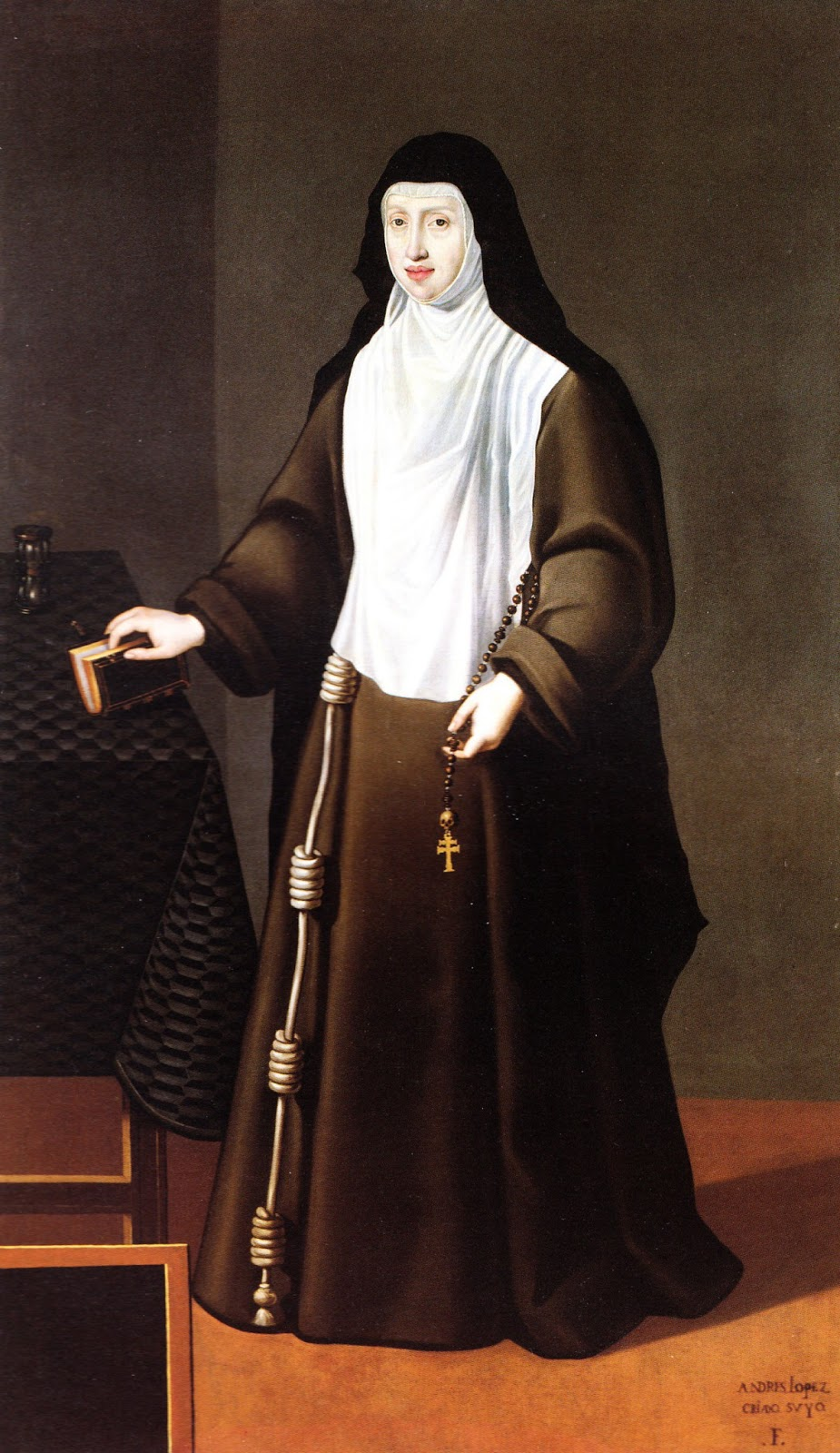
Margaretha von Österreich, Nonne im Kloster der Descalzas Reales Madrid

Erzherzogin Margaretha von Österreich (* 25. Januar 1567 in Wien; † 5. Juli 1633 in Madrid) war ein Mitglied des Hauses Habsburg und Nonne im Kloster Santa Clara de las Descalzas Reales in Madrid.
Margaretha war die fünfte Tochter des Kaisers Maximilian II. (1527–1576) des Heiligen Römischen Reiches und dessen Frau und Cousine ersten Grades, der Infantin Maria von Spanien (1528–1603), älteste Tochter des Kaisers Karl V. und der Infantin Isabella von Portugal. Als Margarethas älteste Schwester Anna 1580 gestorben war, wollte deren Gemahl, König Philipp II. von Spanien, seine fünfte Ehe mit einer weiteren Angehörigen der österreichischen Linie der Habsburger eingehen und suchte dafür die damals erst 13-jährige Margarethe aus. Diese weigerte sich aber energisch, der für sie geplanten Vermählung zuzustimmen. Stattdessen zog sie ein geistliches Leben vor und wurde in diese Ansicht durch den Kardinal Karl Borromäus unterstützt. Immerhin erklärte sie sich bereit, ihrem Onkel Philipp II. bei der Erziehung seiner kleinen Kinder zur Hand zu gehen. Sie begab sich daher mit ihrer Mutter Maria 1581 auf die Iberische Halbinsel. 1583 wurde sie Nonne im Kloster Santa Clara de las Descalzas Reales und nannte sich dort Sor Margarita de la Cruz. Sie verfasste eine erhalten gebliebene Schrift, in der sie sich bemüht, das damalige höfische Zeremoniell ins Religiöse umzudeuten.
Erzherzogin Margaretha starb am 5. Juli 1633 in Madrid und wurde ebendort im Kloster Santa Clara de las Descalzas Reales bestattet.